# Jorma Korhonen
Jorma Petteri Korhonen (ur. 23 marca 1968 w Kajaani) – fiński judoka. Olimpijczyk z Barcelony 1992, gdzie zajął dziewiąte miejsce w wadze lekkiej.
Piąty na mistrzostwach świata w 1997; siódmy w 1989; uczestnik zawodów 1991, 1993 i 1995. Startował w Pucharze Świata w latach 1991-1993 i 1995-1999. Złoty medalista mistrzostw Europy w 1989; srebrny w 1990 i brązowy w 1993; piąty w 1992, 1994 i 1996. Czterokrotny mistrz kraju.
Jego brat Marko Korhonen także był judoką i olimpijczykiem z tych samych igrzysk.

## Letnie Igrzyska Olimpijskie 1992
| Konkurencja | Eliminacje                 | Eliminacje           | Eliminacje          | Repasaże                | Klas. końcowa |
| Konkurencja | Przeciwnik I               | Przeciwnik II        | 1/4                 | Przeciwnik I            | Miejsce       |
| ----------- | -------------------------- | -------------------- | ------------------- | ----------------------- | ------------- |
| 71 kg       | Norbert Haimberger (AUT) Z | Josef Věnsek (TCH) Z | Stefan Dott (GER) P | Bruno Carabetta (FRA) P | 9.            |